# Fuchsia pringsheimii
Fuchsia pringsheimii là một loài thực vật có hoa trong họ Anh thảo chiều. Loài này được Urb. mô tả khoa học đầu tiên năm 1899.